# الأميرة ديزي
الأميرة ديزي (بالإنجليزية: Princess Daisy)‏ و (باليابانية: デイジー姫) هي إحدى شخصيات سلسلة ألعاب سوبر ماريو. من تأليف غانبي يوكوي. ظهرت لأول مرة في لعبة سوبر ماريو لاند في سنة 1989. هي أميرة وحاكمة أرض ساراسلاند. يتم اختطافها من الوحش تاتانغا. فيحاول لويجي شقيق ماريو الذي يحبها إنقاذها.